# Trần Minh Diệu
Trần Minh Diệu (sinh ngày 7 tháng 10 năm 1958) là đại biểu Quốc hội Việt Nam khóa XIII, thuộc đoàn đại biểu Quảng Bình, nguyên Ủy viên Uỷ ban Văn hoá, Giáo dục, Thanh niên, Thiếu niên và Nhi đồng của Quốc hội Việt Nam.

## Xuất thân
Trần Minh Diệu sinh ngày 7 tháng 10 năm 1958 quê quán ở xã Nam Trạch, huyện Bố Trạch, Quảng Bình.

## Giáo dục
- Cử nhân Sư phạm Toán
- Cao cấp lý luận chính trị

## Sự nghiệp
Ngày vào đảng: 8/8/1986
Ủy viên Ban Thường vụ Huyện ủy, Phó Chủ tịch Hội đồng nhân dân huyện Bố Trạch, tỉnh Quảng Bình; Ủy viên Uỷ ban Văn hoá, Giáo dục, Thanh niên, Thiếu niên và Nhi đồng của Quốc hội
Đại biểu HĐND huyện khóa XVI, XVII
Nơi làm việc: Cơ quan thường trực Hội đồng nhân dân huyện Bố Trạch, tỉnh Quảng Bình

### Đại biểu Quốc hội Việt Nam nhiệm kì 2011-2016
Năm 2014, ông Diệu cho rằng việc thiết kế mô hình chính quyền địa phương trong tương lai ở tất cả các đơn vị hành chính vẫn phải có hội đồng nhân dân để giám sát ủy ban nhân dân.